# Chile az 1984. évi nyári olimpiai játékokon
Chile az egyesült államokbeli Los Angelesben megrendezett 1984. évi nyári olimpiai játékok egyik részt vevő nemzete volt. Az országot az olimpián 8 sportágban 52 sportoló képviselte, akik érmet nem szereztek.

## Atlétika
Férfi
| Versenyző       | Versenyszám    | Előfutam | Előfutam | Előfutam | Elődöntő | Elődöntő | Elődöntő | Döntő         | Döntő         |
| Versenyző       | Versenyszám    | Idő      | Hely.    | Össz.    | Idő      | Hely.    | Össz.    | Idő           | Helyezés      |
| --------------- | -------------- | -------- | -------- | -------- | -------- | -------- | -------- | ------------- | ------------- |
| Alejandro Silva | Maraton        |          |          |          |          |          |          | 2:29:53       | 56.           |
| Omar Aguilar    | Maraton        |          |          |          |          |          |          | nem ért célba | nem ért célba |
| Omar Aguilar    | 5000 m         | 13:51,53 | 6.       | 27.      | 13:51,13 | 11.      | 25.      | kiesett       | kiesett       |
| Omar Aguilar    | 10 000 m       | 28:29,06 | 7.       | 18.      |          |          |          | kiesett       | kiesett       |
| Emilio Ulloa    | 3000 m akadály | 8:29,71  | 5.       | 12.      | 8:28,99  | 8.       | 17.      | kiesett       | kiesett       |

| Versenyző | Versenyszám | Selejtező | Selejtező | Döntő    | Döntő    |
| Versenyző | Versenyszám | Eredmény  | Helyezés  | Eredmény | Helyezés |
| --------- | ----------- | --------- | --------- | -------- | -------- |
| Gert Weil | Súlylökés   | 19,94 m   | 7.        | 18,69 m  | 10.      |

Női
| Versenyző       | Versenyszám | Előfutam      | Előfutam      | Előfutam      | Elődöntő | Elődöntő | Elődöntő | Döntő   | Döntő    |
| Versenyző       | Versenyszám | Idő           | Hely.         | Össz.         | Idő      | Hely.    | Össz.    | Idő     | Helyezés |
| --------------- | ----------- | ------------- | ------------- | ------------- | -------- | -------- | -------- | ------- | -------- |
| Alejandra Ramos | 800 m       | 2:05,77       | 5.            | 18.           | kiesett  | kiesett  | kiesett  | kiesett | kiesett  |
| Alejandra Ramos | 1500 m      | 4:22,03       | 8.            | 18.           |          |          |          | kiesett | kiesett  |
| Mónica Regonesi | 3000 m      | nem ért célba | nem ért célba | nem ért célba |          |          |          | kiesett | kiesett  |
| Mónica Regonesi | Maraton     |               |               |               |          |          |          | 2:44:44 | 32.      |

## Cselgáncs
| Versenyző     | Versenyszám | Csoport | Selejtező         | 32-es főtábla              | Nyolcaddöntő           | Negyeddöntő       | Elődöntő          | Vigaszág nyolcaddöntő | Vigaszág negyeddöntő | Vigaszág elődöntő | Bronz- mérkőzés   | Döntő             | Helyezés |
| Versenyző     | Versenyszám | Csoport | Ellenfél Eredmény | Ellenfél Eredmény          | Ellenfél Eredmény      | Ellenfél Eredmény | Ellenfél Eredmény | Ellenfél Eredmény     | Ellenfél Eredmény    | Ellenfél Eredmény | Ellenfél Eredmény | Ellenfél Eredmény | Helyezés |
| ------------- | ----------- | ------- | ----------------- | -------------------------- | ---------------------- | ----------------- | ----------------- | --------------------- | -------------------- | ----------------- | ----------------- | ----------------- | -------- |
| Eduardo Novoa | Középsúly   | A       |                   | Hussain Shareef (KUW) · GY | Nosze Szeiki (JPN) · V | kiesett           | kiesett           |                       |                      |                   |                   |                   | 12.      |

## Evezés
Férfi
| Versenyző | Versenyszám | Előfutam | Előfutam | Vigaszág | Vigaszág | Döntő | Döntő   | Döntő | Helyezés |
| Versenyző | Versenyszám | Idő      | Hely.    | Idő      | Hely.    | Típus | Idő     | Hely. | Helyezés |
| --- | ----------- | -------- | -------- | -------- | -------- | ----- | ------- | ----- | -------- |
| Mario Castro Carlos Neyra Zibor Llanos Giorgio Vallebuona Alejandro Rojas Víctor Contreras Rodolfo Pereira Marcelo Rojas Rodrigo Abasolo | Nyolcas     | 6:20,71  | 3.       | 6:10,98  | 4.       | A     | 6:07,03 | 7.    | 7.       |

## Kerékpározás

### Országúti kerékpározás
Férfi
| Versenyző      | Versenyszám   | Idő           | Helyezés      |
| -------------- | ------------- | ------------- | ------------- |
| Manuel Aravena | Mezőnyverseny | nem ért célba | nem ért célba |
| Roberto Muñoz  | Mezőnyverseny | nem ért célba | nem ért célba |

### Pálya-kerékpározás
Sprintverseny
| Versenyző            | Versenyszám  | 1. forduló                                        | 1. forduló | Vigaszág                                       | Vigaszág | Döntő                  | Döntő | 2. forduló                  | 2. forduló | Vigaszág                                    | Vigaszág | Nyolcaddöntő           | Nyolcaddöntő | Vigaszág               | Vigaszág | Döntő                | Döntő   | Negyeddöntő          | 5–8. helyért           | 5–8. helyért | Elődöntő             | Döntő                | Helyezés |
| Versenyző            | Versenyszám  | Ellenfelek Győztes idő                            | Hely       | Ellenfelek Győztes idő                         | Hely     | Ellenfelek Győztes idő | Hely  | Ellenfél Győztes idő        | Hely       | Ellenfél Győztes idő                        | Hely     | Ellenfelek Győztes idő | Hely         | Ellenfelek Győztes idő | Hely     | Ellenfél Győztes idő | Hely    | Ellenfél Győztes idő | Ellenfelek Győztes idő | Hely         | Ellenfél Győztes idő | Ellenfél Győztes idő | Helyezés |
| -------------------- | ------------ | ------------------------------------------------- | ---------- | ---------------------------------------------- | -------- | ---------------------- | ----- | --------------------------- | ---------- | ------------------------------------------- | -------- | ---------------------- | ------------ | ---------------------- | -------- | -------------------- | ------- | -------------------- | ---------------------- | ------------ | -------------------- | -------------------- | -------- |
| José Antonio Urquijo | Férfi egyéni | Nelson Vails (USA) · Kenrick Tucker (AUS) · 11,07 | 2.         | Ian Stanley (JAM) · Charles Pile (BAR) · 11,64 | 1.       |                        |       | Vincenzo Ceci (ITA) · 11,52 | 2.         | Li Fu-hsziang (Lee Fu-Hsiang) (TPE) · 11,58 | 2.       | kiesett                | kiesett      | kiesett                | kiesett  | kiesett              | kiesett | kiesett              | kiesett                | kiesett      | kiesett              | kiesett              | kiesett  |

Időfutam
| Név             | Versenyszám  | Idő     | Helyezés |
| --------------- | ------------ | ------- | -------- |
| Miguel Droguett | Férfi egyéni | 1:09,42 | 17.      |

Üldözőversenyek
| Versenyző                                               | Versenyszám  | Selejtező  | Selejtező  | Nyolcaddöntő | Nyolcaddöntő | Negyeddöntő  | Negyeddöntő | Elődöntő     | Elődöntő  | Döntő        | Döntő     | Helyezés |
| Versenyző                                               | Versenyszám  | Idő        | Hely.      | Ellenfél Idő | Saját idő    | Ellenfél Idő | Saját idő   | Ellenfél Idő | Saját idő | Ellenfél Idő | Saját idő | Helyezés |
| ------------------------------------------------------- | ------------ | ---------- | ---------- | ------------ | ------------ | ------------ | ----------- | ------------ | --------- | ------------ | --------- | -------- |
| Fernando Vera                                           | Férfi egyéni | 5:02,53    | 27.        | kiesett      | kiesett      | kiesett      | kiesett     | kiesett      | kiesett   | kiesett      | kiesett   | kiesett  |
| Eduardo Cuevas                                          | Férfi egyéni | lekörözték | lekörözték | kiesett      | kiesett      | kiesett      | kiesett     | kiesett      | kiesett   | kiesett      | kiesett   | kiesett  |
| Lino Aquea Eduardo Cuevas Miguel Droguett Fernando Vera | Férfi csapat | 4:38,57    | 14.        |              |              | kiesett      | kiesett     | kiesett      | kiesett   | kiesett      | kiesett   | kiesett  |

Pontverseny
| Név             | Versenyszám | Selejtező | Selejtező  | Selejtező | Döntő   | Döntő      | Döntő    |
| Név             | Versenyszám | Pont      | Körhátrány | Hely.     | Pont    | Körhátrány | Helyezés |
| --------------- | ----------- | --------- | ---------- | --------- | ------- | ---------- | -------- |
| Miguel Droguett | Férfi       | 4         | –1         | 16.       | kiesett | kiesett    | kiesett  |
| Roberto Muñoz   | Férfi       | 0         | –2         | 18.       | kiesett | kiesett    | kiesett  |

## Labdarúgás
| Chilei férfi labdarúgócsapat-játékoskeret                                                                                 | Chilei férfi labdarúgócsapat-játékoskeret                                                                     |
| --- | --- |
| - Daniel Ahumada - Jaime Baeza - Leonel Contreras - Marco Figueroa - Eduardo Fournier - Alejandro Hisis - Sergio Marchant | - Alex Martínez - Luis Mosquera - Alfredo Núñez - Juvenal Olmos - Carlos Ramos - Fernando Santís - Jaime Vera |

### Eredmények
Csoportkör
A csoport
| Csapat              | M | Gy | D | V | Rg | Kg | Gk | P |
| ------------------- | - | -- | - | - | -- | -- | -- | - |
| Franciaország (FRA) | 3 | 1  | 2 | 0 | 5  | 4  | +1 | 4 |
| Chile (CHI)         | 3 | 1  | 2 | 0 | 2  | 1  | +1 | 4 |
| Norvégia (NOR)      | 3 | 1  | 1 | 1 | 3  | 2  | +1 | 3 |
| Katar (QAT)         | 3 | 0  | 1 | 2 | 2  | 5  | –3 | 1 |

| 1984. július 29. 19:30 |

| Norvégia (NOR) | 0–0         | Chile (CHI) |
| -------------- | ----------- | ----------- |
|                | Jegyzőkönyv |             |

| Harvard Stadium, Boston Nézőszám: 25 000 Játékvezető: David Socha (amerikai) |

| 1984. július 31. 19:00 |

| Chile (CHI) | 1–0               | Katar (QAT) |
| ----------- | ----------------- | ----------- |
| Baeza 52'   | (0–0) Jegyzőkönyv |             |

| Navy-Marine Corps Memorial Stadium, Annapolis Nézőszám: 14 508 Játékvezető: Siles (Costa Rica-i) |

| 1984. augusztus 2. 19:00 |

| Chile (CHI) | 1–1               | Franciaország (FRA) |
| ----------- | ----------------- | ------------------- |
| Santis 9'   | (1–0) Jegyzőkönyv | Lemoult 50'         |

| Navy-Marine Corps Memorial Stadium, Annapolis Nézőszám: 28 114 Játékvezető: Keizer (holland) |

Negyeddöntő
| 1984. augusztus 5. 15:00 |

| Olaszország (ITA) | 1–0 (h. u.)                 | Chile (CHI) |
| ----------------- | --------------------------- | ----------- |
| Vignola 95'       | (0–0, 0–0, 1–0) Jegyzőkönyv |             |

| Stanford Stadium, Palo Alto Nézőszám: 67 349 Játékvezető: Brian McGinlay (angol) |

| Csapat      | Helyezés |
| ----------- | -------- |
| Chile (CHI) | 5.       |

## Lovaglás
Díjugratás
| Versenyző                                                        | Ló           | Versenyszám | 1. forduló | 1. forduló | 2. forduló | 2. forduló | Összesen | Összesen |
| Versenyző                                                        | Ló           | Versenyszám | Pont       | Hely.      | Pont       | Hely.      | Pont     | Helyezés |
| ---------------------------------------------------------------- | ------------ | ----------- | ---------- | ---------- | ---------- | ---------- | -------- | -------- |
| Alfredo Sone                                                     | Trumao       | Egyéni      | 24,25      | 35.        | kiesett    | kiesett    | kiesett  | kiesett  |
| Américo Simonetti                                                | Amaranto     | Egyéni      | 28,25      | 42.        | kiesett    | kiesett    | kiesett  | kiesett  |
| Victor Contador                                                  | Tostao       | Egyéni      | 40,00      | 44.        | kiesett    | kiesett    | kiesett  | kiesett  |
| Américo Simonetti Alfredo Sone Victor Contador Alfonso Bobadilla | lásd fentebb | Csapat      | 80,50      | 14.        | kiesett    | kiesett    | kiesett  | kiesett  |

## Sportlövészet
Nyílt
| Versenyző              | Versenyszám | Pont | Helyezés |
| ---------------------- | ----------- | ---- | -------- |
| Pablo Vergara          | Trap        | 182  | 21.      |
| Raúl Abatte            | Trap        | 172  | 48.      |
| Alfonso de Iruarrízaga | Skeet       | 189  | 26.      |
| Carlos Zarzar          | Skeet       | 187  | 33.      |

## Vitorlázás
Nyílt
| Versenyző                                 | Versenyszám    | Futam | Futam  | Futam | Futam  | Futam  | Futam | Futam | Pontszám | Helyezés |
| Versenyző                                 | Versenyszám    | 1     | 2      | 3     | 4      | 5      | 6     | 7     | Pontszám | Helyezés |
| ----------------------------------------- | -------------- | ----- | ------ | ----- | ------ | ------ | ----- | ----- | -------- | -------- |
| Alberto González Juan Barahona            | 470-es osztály | 27,0  | (28,0) | 27,0  | 26,0   | 19,0   | 21,0  | 16,0  | 136,0    | 18.      |
| Carlos Rossi Rodrigo Zuazola              | Csillaghajó    | 21,0  | 17,0   | 19,0  | 22,0   | (25,0) | 23,0  | 24,0  | 126,0    | 16.      |
| Jorge Zuazola Luis Herman Manuel González | Soling         | 19,0  | 23,0   | 21,0  | (26,0) | 25,0   | 21,0  | 19,0  | 128,0    | 18.      |